# Verfassungsreferendum in Madagaskar 2010
Das Verfassungsreferendum in Madagaskar 2010 wurde am 17. November 2010 in der Inselrepublik Madagaskar durchgeführt. Die Bevölkerung sollte mit „Ja“ oder „Nein“ auf die Frage antworten: „Akzeptieren Sie den Text einer neuen Verfassung für die Etablierung einer Vierten Republik?“
Nach offiziellen Angaben stimmten etwa 70 % der Abstimmungsberechtigten für die neue Verfassung. Das Referendum wird als Plebiszit über das Vertrauen in Andry Rajoelina, den selbst ernannten Präsidenten Madagaskars, angesehen. Die wichtigsten Oppositionsparteien des Landes bezeichneten das Referendum als „illegal“, ein Aufruf Rajoelinas an die internationale Gemeinschaft, Wahlbeobachter zu entsenden, blieb unbeachtet. Catherine Ashton gab für die Europäische Union eine Erklärung ab, dass die EU aufgrund der Unklarheit über die Auswirkungen des Referendums (also über den weiteren Weg des Landes) keine Wahlbeobachter senden werde. Damit ist unklar, wieweit das offizielle Ergebnis den Willen der Bevölkerung repräsentiert.

## Zeitpunkt des Referendums
Ursprünglich war das Referendum für den September 2009 angesetzt worden, worauf im Oktober 2010 Präsidentschaftswahlen folgen sollten. Es wurde jedoch erst auf den Oktober 2009 verschoben, dann für den 12. August 2010 angesetzt und am 29. Juni 2010 noch einmal auf unbestimmte Zeit verschoben. Am 14. August 2010 schließlich wurde als neues Datum der 17. November verkündet.

## Auswirkungen der neuen Verfassung
Die neue Verfassung gilt als ein Schritt auf dem Weg Andry Rajoelinas zur Festigung seiner Macht. Rajoelina ist Oberhaupt der „Haute Autorité de Transition“ (HAT), einer Übergangs-Junta, die durch einen vom Militär unterstützten Putsch 2009 gegen den damaligen Präsidenten Marc Ravalomanana an die Macht gekommen war. Eine Änderung durch die neue Verfassung besteht darin, dass der Chef der „HAT“ (also Rajoelina) bis zu allgemeinen Wahlen als Übergangspräsident im Amt bleiben soll. Analysten deuteten diese Bestimmung so, dass sie Rajoelina eine unbegrenzte Zeit an der Macht erlaube, da ihm kein Termin für einen Rücktritt gesetzt würde, noch die näheren Umstände einer kommenden Wahl geklärt seien.
Die nächste Präsidentschaftswahl ist für den 4. Mai 2011 geplant. Rajoelina hat erklärt, dass er nicht die Absicht habe, sich um das Präsidentenamt zu bewerben. Allerdings senkt ein Zusatz zur neuen Verfassung das notwendige Alter für eine Kandidatur zum Präsidentenamt auf 35 Jahre, was dem 36-jährigen Rajoelina eine Bewerbung ermöglichen würde.
Die zur Abstimmung stehende Verfassung enthält zudem eine Klausel, die von Präsidentschaftskandidaten verlangt, dass sie direkt vor der Wahl mindestens 6 Monate in Madagaskar gelebt haben müssen, womit Ex-Präsident Ravalomanana und weitere im Exil lebende Oppositionsführer effektiv von einer Teilnahme ausgeschlossen sind.

## Kontroversen
Die drei wichtigsten politischen Parteien Madagaskars, Tiako i Madagasikara, AREMA und AVI, an deren Spitze jeweils ein ehemaliger Präsident Madagaskars steht, riefen zum Boykott der Abstimmung auf. Sie begründeten das mit ihrem Protest gegen Rajoelinas Weigerung, die Macht zu teilen und eine Regierung der nationalen Einheit zu bilden, so wie er selbst es im August 2010 zugesagt hatte. Ebenso wurden Veränderungen der Wahlregeln im laufenden Prozess kritisiert.
Am Tag vor dem Referendum kam es zu kleineren Unruhen in der Hauptstadt Antananarivo.

## Referendum
Insgesamt wurden 7.051.809 Wähler registriert. Während des Abstimmungsprozesses entschied die Regierung, die Bestimmungen für junge Leute aufzuweichen, die das Wahlalter erreicht hatten, aber nicht im Wählerverzeichnis standen. Der Tag wurde zum Feiertag erklärt, um Wähler zu ermutigen, zur Wahl zu gehen.
Die unabhängige, nationale Wahlkommission „CENI“ (Commision Électorale Nationale Indépendante) berichtete von einer geringen Wahlbeteiligung. Offizielle Stellen führten das auf vielfältige Fehler im Wählerverzeichnis zurück, die dazu führten, die die Hälfte der ursprünglich registrierten Wähler ausschlossen. Aufgrund dieser Beschwerden wurde die Öffnung der Wahllokale von 16:00 auf 18:00 Uhr verlängert, was zu einer deutlichen Erhöhung der Zahl der Wähler am Nachmittag führte.
| Referendum 2010   | Stimmen          | Prozent          |
| ----------------- | ---------------- | ---------------- |
| Ja                | 2 657 962        | 70,65 %          |
| Nein              | 924 592          | 24,58 %          |
| Gültige Stimmen   | 3 582 554        | 95,23 %          |
| Ungültige Stimmen | 179 423          | 4,77 %           |
| Gesamt            | 3 761 977        | 100 %            |
| Wahlbeteiligung   | 52,61 %          | 52,61 %          |
| Quelle:           | africareview.com | africareview.com |

Die neue Verfassung trat am 11. Dezember 2010 in Kraft, womit die Vierte Republik von Madagaskar begann.

### Putschversuch
Am Abstimmungstag erklärten 21 Offiziere unter der Führung von Colonel Charles Andrianasoavina, der auch den Putsch unterstützt hatte, der Rajoelina an die Macht brachte, dass sie die Kontrolle über das Land übernommen hätten. Die Militärs erklärten die Regierung für aufgelöst. Andrianasoavina gab später an, dass er geplant hatte, sowohl den Präsidentenpalast als auch den wichtigsten Flughafen des Landes zu besetzen. Die Putschisten erklärten, dass sämtliche Regierungsorganisationen ausgesetzt seien und ein Militärrat regiere, forderten die Freilassung aller politischen Gefangenen und die Rückkehr aller politischen Führer im Exil, darunter auch Ravalomanana.
Der Verbleib Rajoelinas in dieser Phase war nicht bekannt, allerdings schien das Referendum weiter zu laufen.
Drei Tage nach dem Putschversuch griffen Sicherheitskräfte die aufständische Militärbasis an und die Rebellen ergaben sich nach kurzem Feuergefecht.